# Monastero di Lanzo
Monastero di Lanzo là một đô thị ở tỉnh Torino trong vùng Piedmont, có vị trí cách khoảng 35 km về phía tây bắc của Torino. Tại thời điểm ngày 31 tháng 12 năm 2004, đô thị này có dân số 396 người và diện tích là 17,6 km².
Monastero di Lanzo giáp các đô thị: Locana, Cantoira, Coassolo Torinese, Ceres, Pessinetto, và Lanzo Torinese.